# Satyrus subtusbiocellata
Satyrus subtusbiocellata är en fjärilsart som beskrevs av Ramon Agenjo Cecilia 1963. Satyrus subtusbiocellata ingår i släktet Satyrus och familjen praktfjärilar. Inga underarter finns listade.